# Kento Yamasaki
Kento Yamasaki (Isahaya, 17 december 1992) is een Japans baanwielrenner. 

## Carrière
Hij werd op het WK baanwielrennen 2024, enigszins verrassend, wereldkampioen op de keirin. Hij werd hiermee de tweede Japanse wereldkampioen op dit onderdeel, als opvolger van Harumi Honda.
| Jaar | JK                  | AK                              | WK                                 | Overige |
| ---- | ------------------- | ------------------------------- | ---------------------------------- | ------- |
| 2021 |                     |                                 | 5e keirin 8e teamsprint 14e sprint |         |
| 2022 | keirin · sprint     | sprint · 4e keirin              | 13e keirin 23e sprint              |         |
| 2023 | 4e sprint 8e keirin | sprint                          |                                    |         |
| 2024 | keirin              | keirin · teamsprint · 5e sprint | keirin                             |         |